# 애기로사우루스

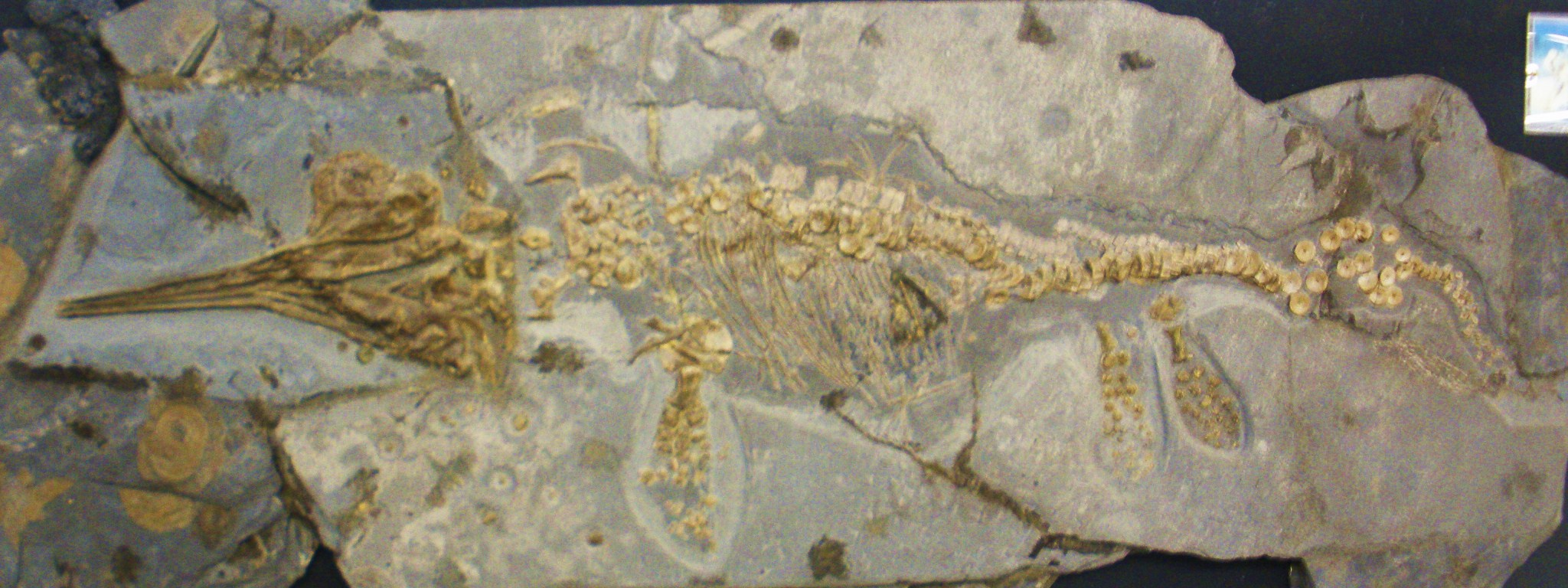

애기로사우루스(학명:Aegirosaurus leptospondylus)는 어룡목 안공룡과에 속하는 어룡이다. 지금은 멸종된 종으로서 전체적인 몸길이가 4~7m인 거대한 어룡에 속한다.

## 특징
애기로사우루스에는 약 157개의 척추뼈가 있었던 것으로 추정되며 그 중 52개는 전치(목과 몸통) 척추뼈인 반면 나머지 105개의 카우달(꼬리) 척추뼈인 것으로 추정된다. 꼬리는 대략 45도 각도로 아래쪽으로 구부러져 있었다. 이러한 굴곡은 4개의 척추뼈에 의해 형성되었는데 그 앞에는 40개의 카우달 척추뼈가 있고 그 뒤에는 61개가 있다. 애기로사우루스의 척추뼈는 작고 그 중심(추체)의 양쪽 끝은 오목하다. 센트라는 넓이가 2배 정도 되고 전치골의 경우 키가 길다. 디아포피시스(척추 윗부분의 반대)는 신경 아치(신경 운하의 윗부분을 형성하는)로 부드럽게 흐른다. 또 다른 투영 세트인 파라포피스는 디아포피시스보다 아래에 위치하며 척추 앞쪽을 향해 위치한다. 애기로사우루스의 가느다란 견갑골(어깨날개)은 양끝이 확장되고 가운데가 수축된다. 코라코이드의 앞쪽 가장자리(다른 짝을 이룬 어깨뼈)에는 노치가 없다. 애기로사우루스의 골반은 각 면에 두 개의 뼈로 구성되어 있는데 각 치골과 이끼움(하퇴부 골반뼈)은 치골 복합체라고 알려진 단일 단위로 융합되었다.뻐꾸기 콤플렉스의 아랫부분은 윗부분보다 두 배 이상 넓으며 뼈는 포아멘에 의해 뚫리지 않는다. 애기로사우루스의 짧고 대량으로 만들어진 허메리(위팔뼈)는 아랫부분이 윗부분보다 넓다. 각 혹은 하단에 세 개의 뼈를 위한 면, 반지름과 척골(하부 팔뼈)에는 두 개의 큰 면, 쐐기 모양의 중간(수목의 하나)에는 가운데 작은 면(수목의 하나)을 가지고 있다. 반경은 척골보다 현저하게 작고 중간은 넓을 때보다 아랫부분에서 윗부분까지 길다. 앞쪽과 반지름보다 약간 낮은 곳에 위치한 각각의 앞쪽 지느러미에는 추가적인 뼈가 있다. 이 뼈는 엑스트라쥬고포다이얼 원소로 알려져 있으며 부속 디지트가 붙어 있다. 애기로사우루스는 총 6자리 숫자로 이 중 5자리(손목에 닿는 숫자)가 1차 숫자다. 23개의 개별 뼈가 들어 있는 네 번째 자리는 포플리퍼에서 가장 길다. 뒷골은 짧고 대퇴골(높은 뼈)은 허머리의 절반 길이에 불과하며 아래 엉덩이 뼈보다 작다. 각 대퇴골의 하단과 접촉하는 경골과 섬유(신골) 두 개의 뼈가 있으며 뒷날개는 각각 네 자리수를 가지고 그 중 세 자리(발목에 닿는 것)가 있다. 앞쪽과 뒷쪽 지느러미 모두 뼈 구성이 비슷해 뼈가 각지고 단단하게 뭉쳐져 있는 반면 지느러미 끝을 향해 있는 지느러미들은 덜 단단하고 둥글다. 지느러미를 제외한 지느러미의 뼈는 모두 노치가 부족하다. 애기로사우루스의 앞 지느러미 연조직은 뼈의 모양을 촘촘히 따른다.앞 지느러미는 길쭉하지만 좁고 뒤쪽 가장자리가 강하게 오목하다. 그러나 뒷쪽 지느러미는 넓은 연조직 봉투를 가지고 있어 넓적하게 만든다. 꼬리에는 초승달 모양의 까오달 지느러미가 있다. 바르데와 페르난데스는 네오타입으로 세 가지 종류의 피부 인상, 즉 몸에 평행하게 흐르는 물결 모양의 질감, 파동에 직각인 직립 섬유 조직, 그리고 매우 작은 비늘로 보이는 것을 보고했다. 이 마지막 질감은 부피 지느러미 윗부분에서 발견되었으며 익룡이 비늘이 부족하다는 생각과 모순된다. 그러나 저자들은 애기로사우루스에 비늘이 있는지 확인하기 위해서는 현미경을 이용해 시료를 연구해야 할 것이라고 경고했다. 치아 형태학과 마모 패턴은 애기로사우루스가 "피에르스 2세/일반주의자" 먹이 길드에 속했음을 시사한다. 원래에는 바그너(1853년)가 이크티오사우루스(I. 렙토스폰딜루스)의 한 종으로 기술한 종은 불안정한 분류학적 역사를 가지고 있었다. 과거에 이크티오사우루스 트리오누스 사후에 언급된 종(미심쩍은 마크로프테리기우스에서 재분류된 종이다.)으로서 때로는 이것이 브라키프테리구스(Brachypterygius)와 동일시되기도 한다. 2000년에 바르데와 페르난데스는 2차 세계대전에서 유일하게 묘사된 표본이 파괴되었기 때문에 개인 소장품에서 완전한 골격을 I. 렙토스폰딜루스 종의 네오타입으로 선택했다.뮌헨 겨울 컬렉션의 두번째 시편은 같은 분류 군으로 이관되었다.바르데와 페르난데스는 네오타입이 새로운 속인 애기로사우루스에 할당되어야 한다고 결론지었다. 이름은 '가느다란 척추뼈를 가진 애기르 도마뱀'이라는 뜻이다. 애기로사우루스는 독일 바이에른의 하류 티토니아어(Upper Jurassi)로부터 알려져 있다. 이 유적은 솔른호펜 석회암 형질에서 발견되었는데 이 석회암 형질에서는 아르카이옵테릭스, 컴포냐투스, 프테로닥틸루스 등 수많은 잘 알려진 화석이 나왔다. 쥐라기 말기 외에도 최근 프랑스 남동부 발랑기니아누스(초기 백악기)에서 발랑기니아누스(발랑기니아어)가 발랑기니아어(발랑기니아어)에서 최초로 진단한 어룡([5]발랑기니아어로부터 기록된 최초의 진단용 어룡이다. 이것은 대부분의 종류의 고 쥐라기 어룡들이 쥐라기- 백악기 경계를 넘었다는 것을 보여준다. 분류학적으로 보면 애기로사우루스(Aegirosaurus)는 유럽의 후기 쥐라기(Juragis)와 백악기 초기의 익룡으로 알려진 오리무중 안구공룡의 멸종된 속이다. 원래 이크티오사우루스의 종으로 이름이 붙여졌다. 먹이로는 당대에 서식했던 물고기, 갑각류, 두족류를 잡아먹고 살았을 육식성의 포식자로 추정되는 종이다.

## 생존시기와 서식지와 화석의 발견
애기로사우루스가 생존했던 시기는 중생대의 쥐라기 후기에서 백악기 초기까지로 지금으로부터 1억 6500만년전~1억 2000만년전에 생존했던 종이다. 생존했던 시기에는 유럽을 중심으로 하는 대서양, 지중해, 북극해에서 광범위하게 서식했던 어룡이다. 화석의 발견은 1853년에 유럽의 쥐라기에 형성된 지층에서 유럽의 고생물학자인 바그너에 의하여 처음으로 화석이 발견되어 새롭게 명명된 종이다.

## 같이 보기
- 파충류
- 중생대
- 쥐라기
- 백악기
- 어룡
- 화석